# Camp de rugbi

Dimensions i marques estàndard d'un camp de lliga de rugbi. No tots els terrenys de joc tenen la mateixa mida.

El camp de rugbi és el terreny de joc on es practica l'esport del rugbi. El rugbi es juga en un terreny rectangular que el reglament defineix com a àrea de joc.
La superfície del camp deu ser segura. Els diversos tipus de superfície permesos per a practicar aquest esport són: gespa, sorra, terra, neu o gespa artificial, la qual ha de complir la regulació 22 de World Rugby.
L'àrea de joc és un rectangle que comprèn el Camp de Joc i les Zones de Marca. El Camp de Joc és l'àrea entre les línies de marca o assaig (línia de goal) i les línies de lateral o de touch. Aquestes línies no formen part del Camp de joc.
Les Zones de Marca o In goal són les àrees compreses entre la línia de marca o assaig (línia de goal), la línia de pilota morta i les dues línies laterals de marca o de touch in goal. Les zones de Marca inclouen la línia de marca o assaig, però no inclou la línia de pilota morta ni les línies de lateral de la zona de marca.
Les zones de 22 són les àrees dins del camp de joc compreses entre les respectives línies de marca o assaig i les línies de 22 m, incloent-hi la línia de 22 m però excloent la línia de marca o assaig.
Les dimensions màximes del camp de joc són 100x70 metres; més els 22 metres, màxim, de la zona de marca.
Els pals de gol i el travesser es col·loquen en el centre de la línia de marca o assaig (goal), la separació entre els extrems interiors dels pals de gol és de 5,60 m, el travesser disposat horitzontalment entre els pals de gol està a una altura de 3,00 m del sòl mesurat des de la seua vora superior, l'altura dels pals de gol sobre el travesser tindrà un mínim de 3,40 m i recomanat 5 m, per a alt nivell esportiu serà de 7 m.
Estaran construïts del mateix material (fusta, acer, aliatge lleuger o material plàstic) no corrosiu o protegit de la corrosió.
Els pals i el travesser tindran la mateixa secció, la qual serà preferentment circular, semicircular o el·líptica, els de secció quadrada o rectangular tindran les cantonades arredonides amb un radi d'almenys 3 mm. La dimensió màxima de la secció transversal serà 10 cm i serà la mateixa que la de la línia de marca.
Els pals de gol i el travesser estaran units rígidament, en cas d'existir elements d'unió estaran perfectament enrasats amb les superfícies dels elements que uneixen i no presentaran elements tallants buits o protuberàncies.
El color recomanat és blanc o un altre que contraste perfectament contra el fons, recomanant-se pintar d'un altre color un segment central del travesser com a referència del seu eix.
Els pals disposaran d'un element de protecció amortidor d'impactes d'altura no inferior a 2,00 m, no sobreeixirà més de 30 cm de les línies de marca i proporcionarà un amortiment (Absorció d'impactes) que no excedirà de 500 m/s².
Els pals de gol han d'estar fermament fixats al sòl sota la superfície esportiva per mitjà de caixetins encastats en daus de formigó, de manera que els proporcionen la rigidesa, estabilitat i resistència adequada.